# Chépica
Chépica (del mapudungún: Chedpika ‘hierba grama’) es una comuna de Chile de la provincia de Colchagua, en la Región del Libertador General Bernardo O'Higgins, en la zona central de Chile. El pueblo de Chépica era conocido originalmente como San Antonio de Colchagua.

## Historia

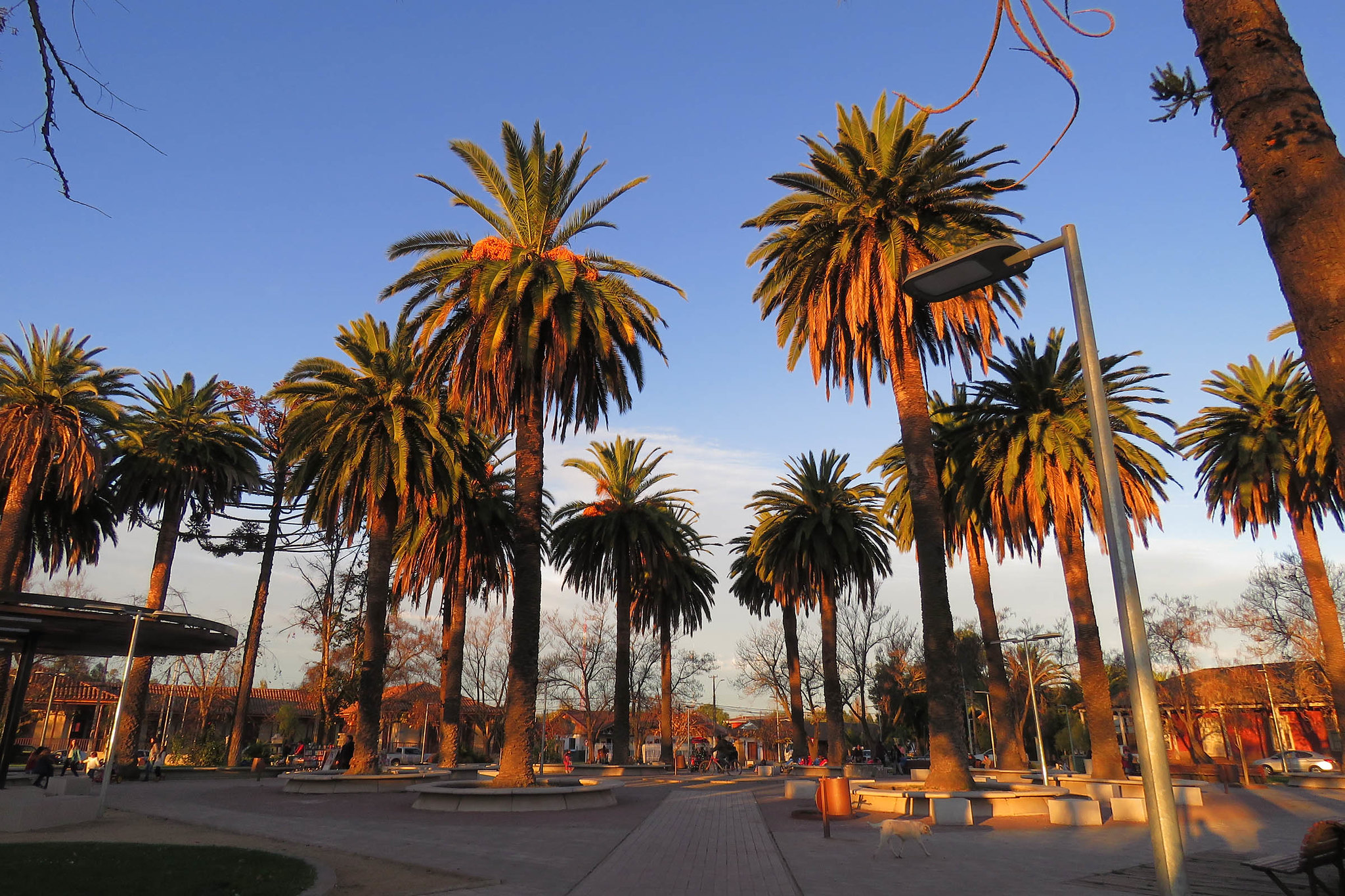
Plaza de Chépica

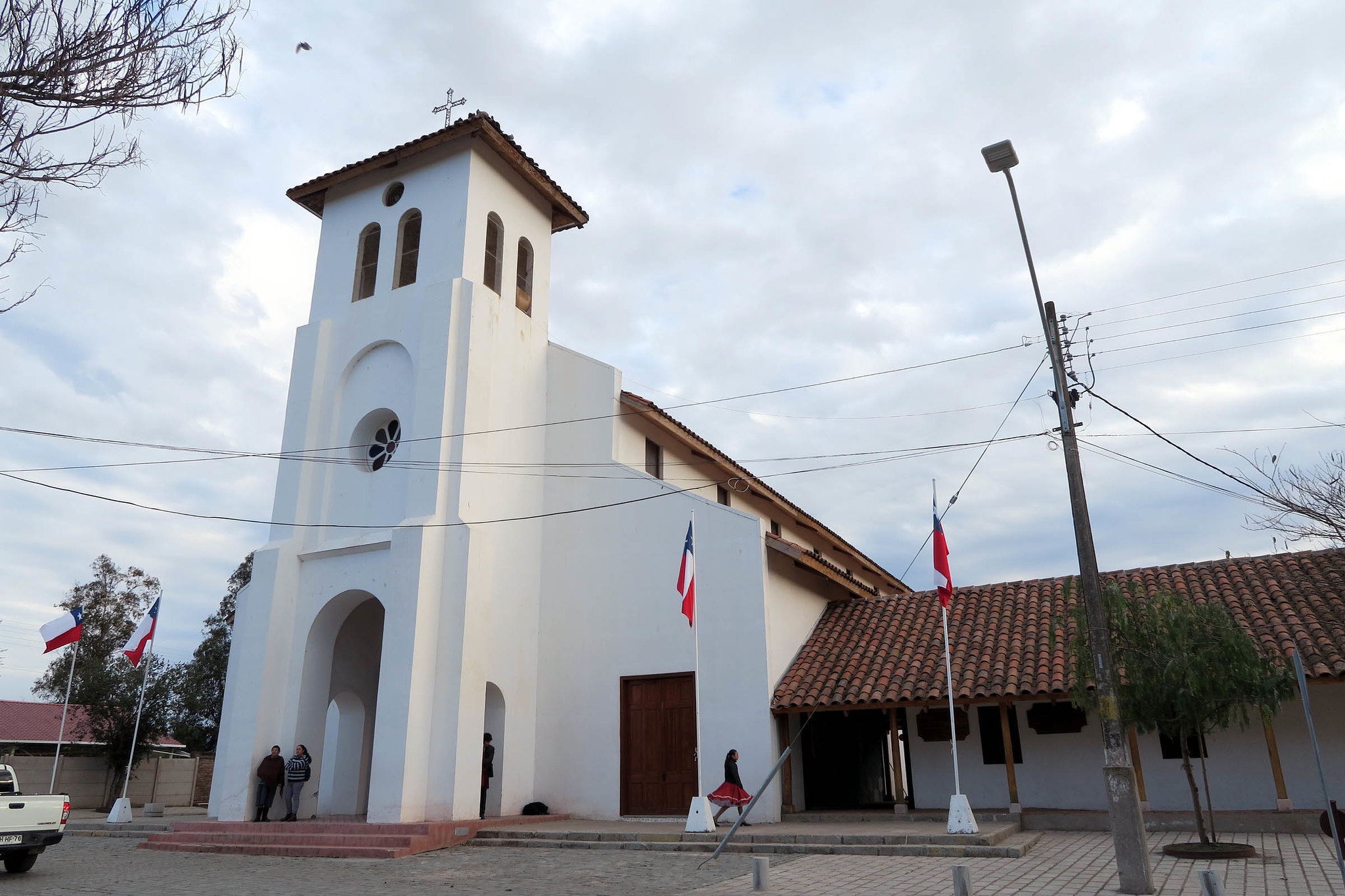
Parroquia San Antonio de Chépica

Fue establecida como comuna el 22 de diciembre de 1891 mediante decreto. Hasta el 6 de mayo de 1894, la comuna de Chépica estuvo bajo la administración de la municipalidad de Curicó. En esa fecha, se estableció la municipalidad de Chépica.
En 1904, cuando se creó el departamento de Santa Cruz, la comuna de Chépica se integró a esta nueva división. El 19 de agosto de 1918, se segregó el territorio de la subdelegación de Paredones de Auquinco para formar la nueva comuna de Auquinco.
A partir del 1 de febrero de 1928, según el decreto N.º 8.583 del 30 de diciembre del año anterior, la comuna de Chépica pasó a formar parte de la provincia histórica de Colchagua, incorporando el territorio de la comuna de Auquinco, que fue suprimida. En 1960, la comuna fue afectada por el terremoto de Valdivia, considerado uno de los más fuertes registrados en la historia. Este evento sísmico tuvo un impacto significativo en la zona y en Chépica.
Con la implementación de la regionalización durante la dictadura militar, a partir del 1 de enero de 1976, la comuna de Chépica pasó a pertenecer a la nueva provincia de Colchagua, en la región del Libertador General Bernardo O'Higgins.

## Medio ambiente

### Geomorfología y componentes abióticos

Trazado simplificado de los ecosistemas y cuerpos de agua presentes en la comuna de Chépica.

La comuna de Chépica se encuentra emplazada en las unidades geomorfológicas de Cordillera de la costa y Llano central fluvio-glacio-volcánico; y presenta según la clasificación climática de Köppen clima mediterráneo de lluvia invernal (Csb). Estos climas se hallan parcialmente influidos por el anticiclón del Pacífico, y el promedio de temperatura oscila entre los 14 y 32 °C. Presenta una altura aprox. de 200 m s. n. m.
Esta además se halla entre las cuencas hidrográficas de Costeras del río Rapel y Estero Nilahue, río Mataquito y río Rapel. Además, la comuna posee diversos cuerpos de agua, entre los que se destacan el estero Chimbarongo y el estero Chépica.

### Componentes bióticos
Dentro del territorio de la comuna se pueden hallar los siguientes ecosistemas:
- Bosque esclerófilo mediterráneo andino donde predominan Quillaja saponaria y Lithrea caustica (Vulnerable)
- Bosque esclerófilo mediterráneo costero donde predominan Lithrea caustica y Azara integrifolia (En peligro crítico)
- Bosque esclerófilo mediterráneo interior donde predominan Lithrea caustica y Peumus boldus (En peligro)
- Bosque espinoso mediterráneo interior donde predominan Acacia caven y Lithrea caustica (En peligro)

### Medidas de protección ambiental y conflictos socioambientales
Hasta 2022, la comuna de Chépica cuenta con un área territorial destinada a la protección ambiental:
- Altos de Lolol y Chépica (Sitios ERB)[13]

## Administración Política
Chépica pertenece al distrito electoral n.º 16 y a la 8.ª circunscripción senatorial (O'Higgins). Es representada en la Cámara de Diputados del Congreso Nacional  durante el período 2022-2026 por los diputados Cosme Mellado Pino (PR), Félix Bugueño Sotelo (FA), Eduardo Cornejo Lagos (UDI) y Carla Morales Maldonado (RN). A su vez, es representada en el Senado durante el período 2022-2030 por los senadores Alejandra Sepúlveda Orbenes (IND), Javier Macaya Danús (UDI) y Juan Luis Castro González (PS). 
La comuna pertenece a la circunscripción provincial de Colchagua, y es representada ante el Consejo Regional durante el período 2022-2025 por los consejeros Gerardo Contreras Jorquera (RN), Mauricio Donoso Arellano (PRCh), Natalia Tobar Morales (Ind. EVOP), Luis Silva Sánchez (Ind. UDI) y Cristina Marchant Salinas (Ind. PS).
El actual alcalde de la comuna para el período 2024-2028 es Fabián Soto González (PS), quien se encuentra en su segundo período edilicio. El Concejo municipal para el período 2024-2028 está integrado por los concejales:
- José Cepeda Navarro (PLR)
- Óscar Cornejo Díaz (UDI)
- Otilia Henríquez Zúñiga (UDI)
- Tito Arenas Correa (RN)
- Claudio Muñoz Sandoval (PS)
- Manuel Durán Quinteros (Ind. PR)

## Demografía
Chépica es una localidad que exhibe el típico aspecto tradicional de la zona, siguiendo la misma estructura que se utilizó en la mayoría de las ciudades durante el siglo XVI. Cuenta con plazas, monumentos e iglesias construidas cerca de las plazas centrales de los poblados, lo que crea un punto de referencia en el espacio urbano.
Población comunal 15037, población masculina 7.577, población femenina 7.460, población rural 49,85 %, población urbana 50,15 %.

## Economía
Chépica tiene una vocación agrícola, ganadera y apícola. En donde se destaca el cultivo de frutales, incorporándose de forma significativa el cultivo de la vid en las últimas décadas. La ganadería cómo por ejemplo crianza de ovejas y cabras (en dónde la producción de queso ha sido muy potente). Y la apicultura, miel de abeja la cual mayoritariamente es exportada. 
Actualmente, esta comuna esta en pleno proceso de reconstrucción, lo cual ha dado un impulso al turismo el cual se vale de los atractivos turísticos naturales (almacigo de las palmas y cascada de la olla) cómo también deportes aventura en sector de Candelaria III. 
En 2018, la cantidad de empresas registradas en Chépica fue de 268. El Índice de Complejidad Económica (ECI) en el mismo año fue de -0,52, mientras que las actividades económicas con mayor índice de Ventaja Comparativa Revelada (RCA) fueron Cultivo de Maíz (188,07), Servicio de Roturación de Siembra y Similares (129,2) y Cosecha, Poda, Amarre y Labores de Adecuación de Plantas (64,03).

## Cultura

### Festividades
La última semana de enero se celebra La Semana Chepicana, en el estadio municipal del pueblo la festividad de la semana Chépicana, en donde la comunidad se encuentra para disfrutar de espectáculos musicales y una muestra de comida típica.

## Deportes

### Fútbol
La comuna de Chépica ha tenido a un club participando en los Campeonatos Nacionales de Fútbol en Chile.
- Juventud Chépica (tercera división 1984-1991 y cuarta división 1992-1994).

### Rodeo
En cuanto a rodeo el jinete más destacado ha sido René Urzúa, quien fue campeón nacional los años 1952, 1953 y 1957.